# Protogastraceae
Protogastraceae is een botanische naam, voor een monotypische familie van schimmels in de orde Boletales. Volgens de Index Fungorum [9 maart 2009] bestaat de familie uitsluitend uit het geslacht Protogaster.